# Arvicanthis abyssinicus
Arvicanthis abyssinicus је врста глодара из породице мишева (Muridae).

## Распрострањење
Врста има станиште у Етиопији и Еритреји.

## Станишт е
Станишта врсте су планине и травна вегетација.

## Угроженост
Ова врста је наведена као последња брига, јер има широко распрострањење и честа је врста.